# Like a Prayer
Like a Prayer är det fjärde studioalbumet av den amerikanska popartisten Madonna, utgivet den 21 mars 1989 på Sire Records. På albumet samarbetade Madonna bland annat med Prince, som hon skrev "Love Song" tillsammans med. Första singeln var titelspåret "Like a Prayer", sedan släpptes "Express Yourself". Herb Ritts regisserade videon till den tredje singeln, "Cherish". I Europa släpptes "Dear Jessie" som fjärde singel, medan USA-marknaden även fick uppleva "Oh, Father" och "Keep It Together" som fjärde respektive femte singel.
Albumet var en enorm internationell framgång, och den nådde även förstaplatsen i flera länder. Videon till "Like a Prayer" föranleddes av en reklamvideo för Pepsi, i vilken låten användes. När den riktiga videon släpptes drog dock Pepsi tillbaka sitt avtal med Madonna. I videon förekom en svart Jesusstaty och Madonna dansade framför brinnande kors.

## Låtlista
| Nr  | Titel                  | Kompositör                    | Producent        | Längd |
| --- | ---------------------- | ----------------------------- | ---------------- | ----- |
| 1.  | Like a Prayer          | Madonna, Patrick Leonard      | Madonna, Leonard | 5:39  |
| 2.  | Express Yourself       | Madonna, Stephen Bray         | Madonna, Bray    | 4:39  |
| 3.  | Love Song (med Prince) | Madonna, Prince Rogers Nelson | Madonna, Prince  | 4:52  |
| 4.  | Till Death Do Us Part  | Madonna, Leonard              | Madonna, Leonard | 5:16  |
| 5.  | Promise to Try         | Madonna, Leonard              | Madonna, Leonard | 3:36  |
| 6.  | Cherish                | Madonna, Leonard              | Madonna, Leonard | 5:03  |
| 7.  | Dear Jessie            | Madonna, Leonard              | Madonna, Leonard | 4:20  |
| 8.  | Oh Father              | Madonna, Leonard              | Madonna, Leonard | 4:57  |
| 9.  | Keep It Together       | Madonna, Bray                 | Madonna, Bray    | 5:03  |
| 10. | Spanish Eyes           | Madonna, Leonard              | Madonna, Leonard | 5:15  |
| 11. | Act of Contrition      | Madonna, Leonard              | Madonna, Leonard | 2:19  |

## Listplaceringar
| Lista (1989-1990) | Topplacering |
| ----------------- | ------------ |
| Australien        | 4            |
| Danmark           | 26           |
| Nederländerna     | 1            |
| Norge             | 1            |
| Nya Zeeland       | 2            |
| Schweiz           | 1            |
| Sverige           | 1            |
| Österrike         | 1            |

### Fotnoter
1. ↑  ”Madonna”. Arkiverad från originalet den 14 juni 2011. https://web.archive.org/web/20110614080821/http://www.madonna.com/discography/index/album/albumId/4. Läst 25 maj 2011.
2. ↑  ”Listplacering”. Arkiverad från originalet den 25 mars 2012. https://web.archive.org/web/20120325124135/http://australian-charts.com/showitem.asp?interpret=Madonna&titel=Like%20A%20Prayer&cat=a. Läst 24 maj 2011.
3. ↑  ”Listplacering”. Arkiverad från originalet den 1 juni 2012. https://web.archive.org/web/20120601122937/http://danishcharts.com/showitem.asp?interpret=Madonna&titel=Like+A+Prayer&cat=a. Läst 24 maj 2011.
4. ↑  ”Listplacering”. http://dutchcharts.nl/showitem.asp?interpret=Madonna&titel=Like+A+Prayer&cat=a. Läst 24 maj 2011.
5. ↑  ”Listplacering”. Arkiverad från originalet den 12 november 2011. https://web.archive.org/web/20111112012454/http://norwegiancharts.com/showitem.asp?interpret=Madonna&titel=Like%20A%20Prayer&cat=a. Läst 24 maj 2011.
6. ↑  ”Listplacering”. https://charts.nz/showitem.asp?interpret=Madonna&titel=Like+A+Prayer&cat=a. Läst 24 maj 2011.
7. ↑  ”Listplacering”. http://hitparade.ch/showitem.asp?interpret=Madonna&titel=Like+A+Prayer&cat=a. Läst 24 maj 2011.
8. ↑  ”Listplacering”. http://swedishcharts.com/showitem.asp?interpret=Madonna&titel=Like+A+Prayer&cat=a. Läst 24 maj 2011.
9. ↑  ”Listplacering”. http://austriancharts.at/showitem.asp?interpret=Madonna&titel=Like+A+Prayer&cat=a. Läst 24 maj 2011.